# ادترنز
ادترنز (انگلیسی: Adtranz) یک شرکت تولیدکننده ماشین‌های ریلی و لوکوموتیو در کشور آلمان است.
این شرکت که در سال ۱۹۹۶ تأسیس شده در شهر برلین قرار دارد و بخشی از گروه بمباردیه است.

## نگارخانه

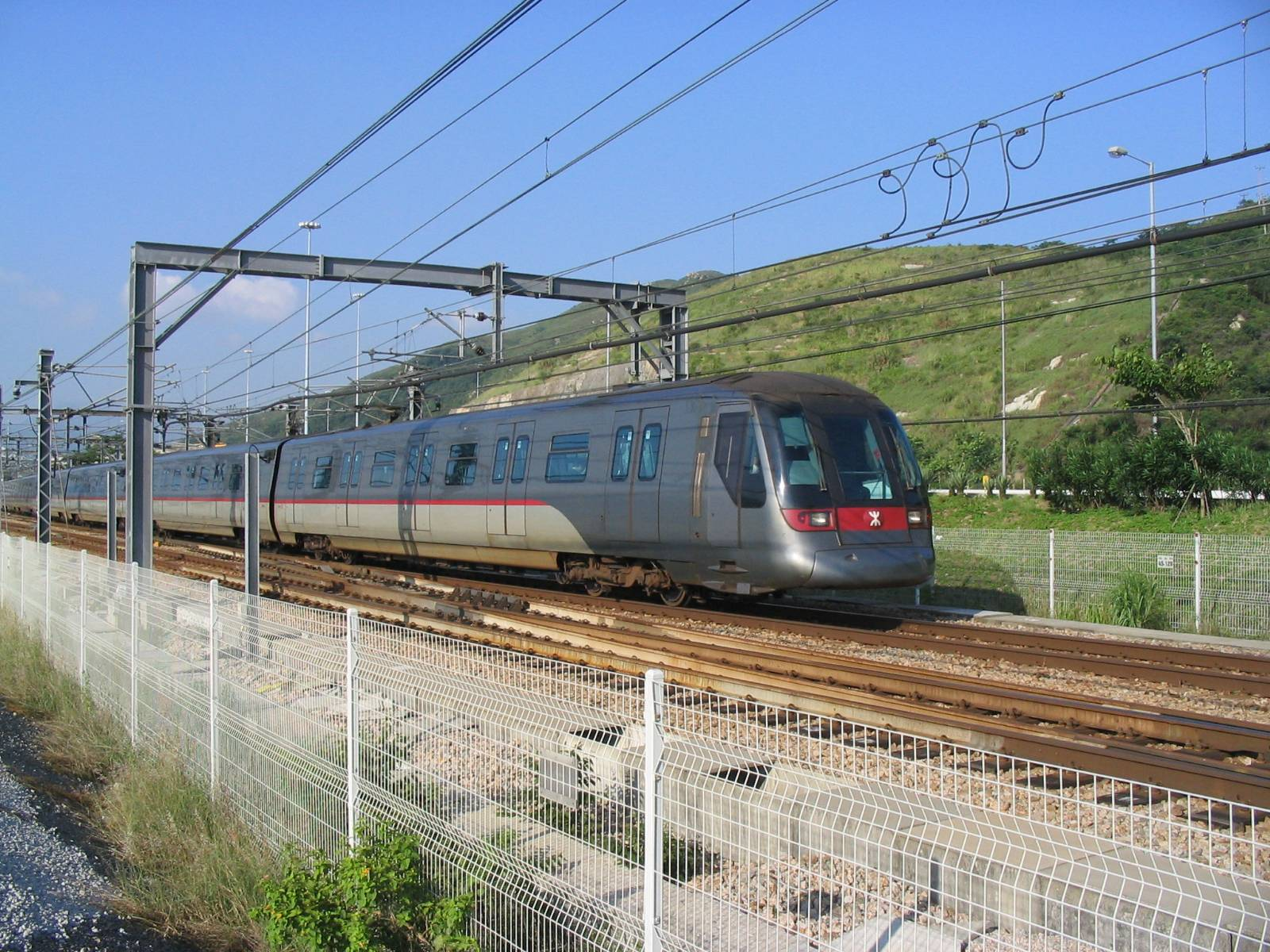
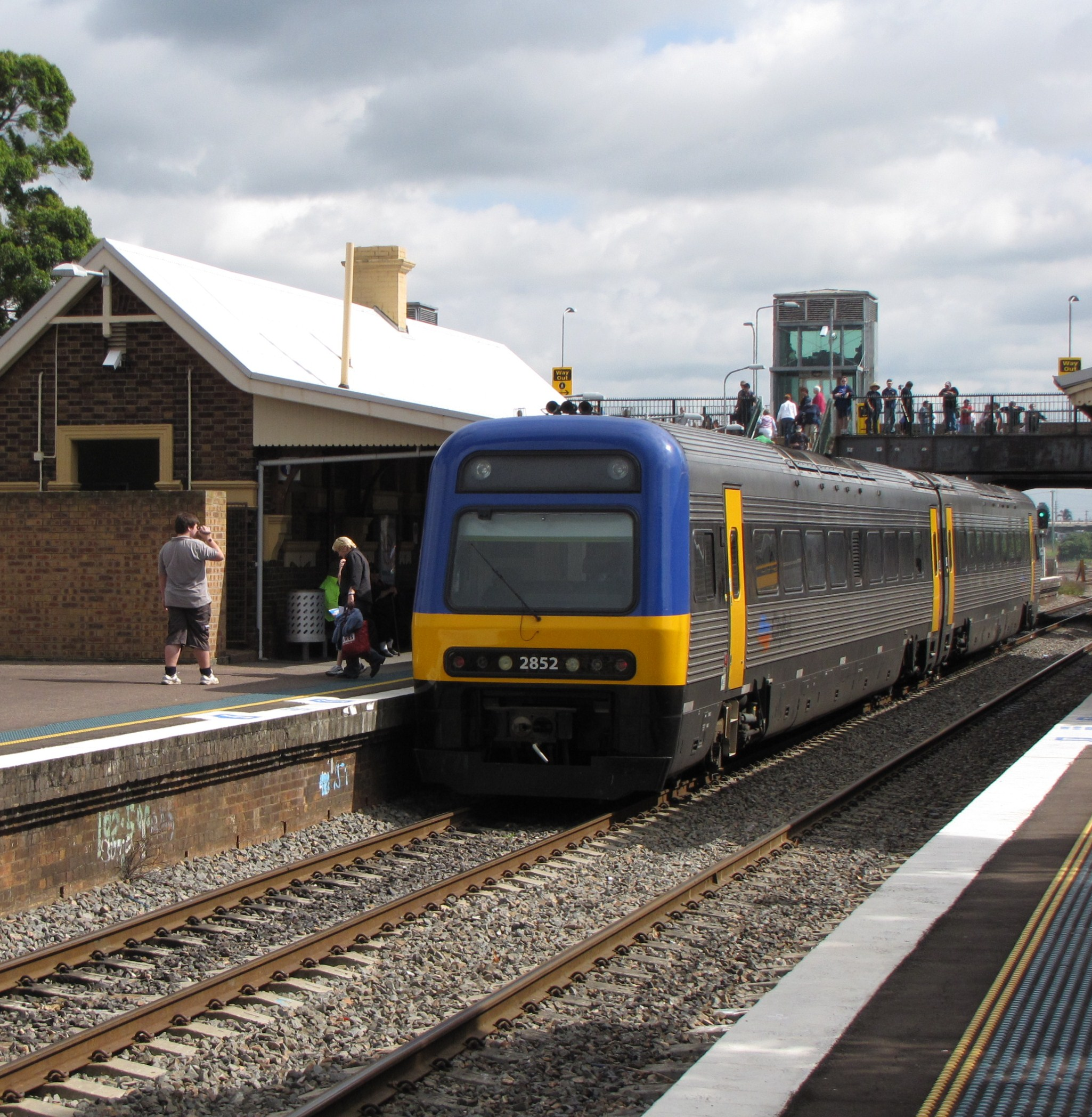
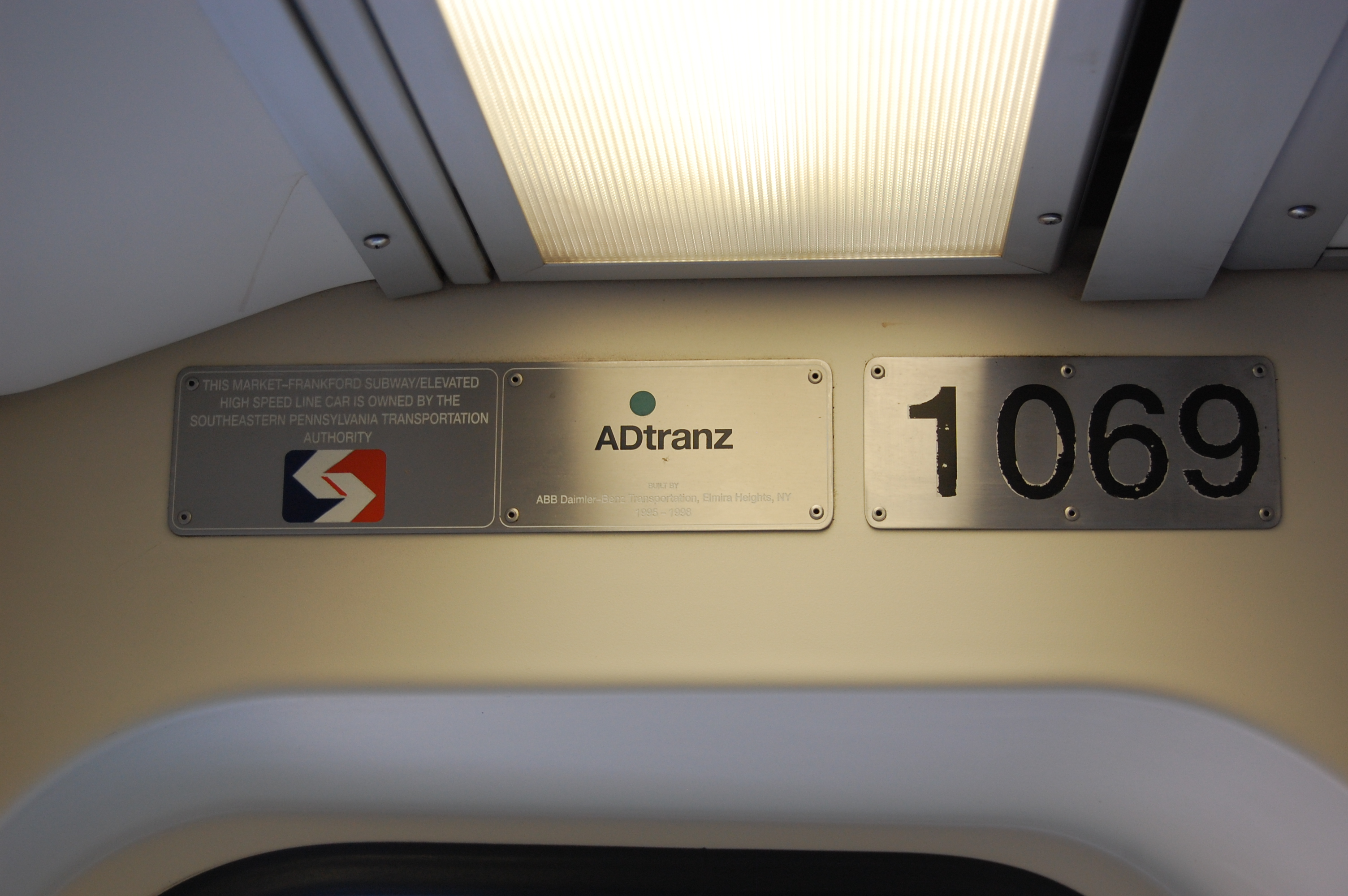
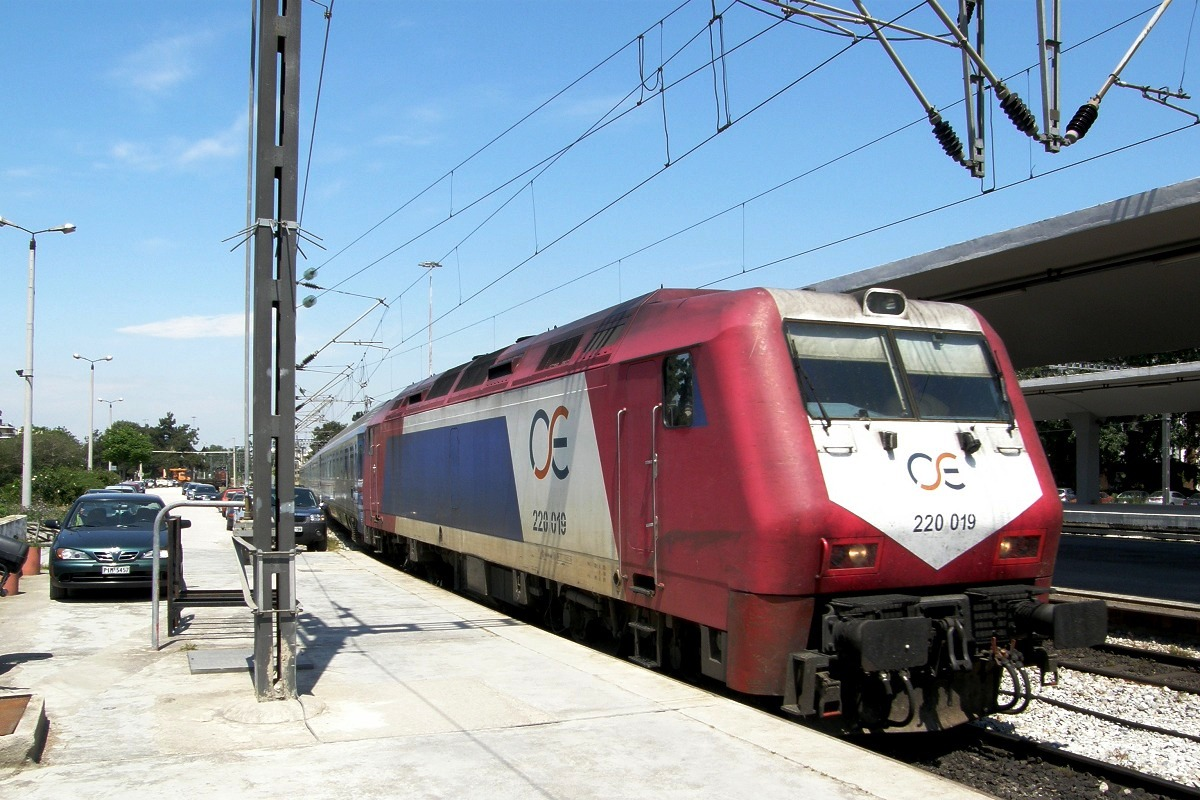